# Gianni Amelio
Gianni Amelio (ur. 20 stycznia 1945 w San Pietro Magisano) – włoski reżyser i scenarzysta filmowy i telewizyjny, uchodzący za jednego z czołowych twórców kina europejskiego.
Zasiadał w jury konkursu głównego na 49. MFF w Wenecji (1992) oraz na 48. MFF w Cannes (1995). Przewodniczył jury sekcji „Horyzonty” na 74. MFF w Wenecji (2017).

## Filmografia

### Reżyser
- 1970 - Koniec gry
- 1973 - Miasto słońca
- 1976 - Bertolucci według kina
- 1978 - Śmierć przy pracy
- 1979 - Efekty specjalne
- 1979 - Mały Archimedes
- 1982 - Cios w serce
- 1988 - Chłopcy z ulicy Panisperna
- 1990 - Otwarte drzwi
- 1992 - Złodziej dzieci
- 1994 - Lamerica
- 1998 - Echa dzieciństwa
- 2004 - Klucze do domu
- 2006 - Zagubiona gwiazda
- 2011 - Pierwszy człowiek
- 2013 - Samotnik
- 2014 - Felice chi è diverso
- 2017 - Czułość
- 2020 - Hammamet
- 2022 - Władca mrówek
- 2024 - Pole bitwy